# Ferienwohnung
Unter einer Ferienwohnung versteht man im Allgemeinen eine möblierte Wohnung, in der Gäste gegen Bezahlung für einen bestimmten Zeitraum ihren Urlaub verbringen können. Der Deutsche Tourismusverband e. V.  bezeichnet sowohl die Betriebsart einer Ferienunterkunft als auch eine Zimmerart als Ferienwohnung. Der Übergang zum Ferienhaus ist in Ferienanlagen häufig fließend.
Eine Ferienwohnung kann in einem Gebäude mit anderen Ferienwohnungen untergebracht oder als abgeschlossene Einheit mit oder ohne eigenen Eingang auch Teil eines normalen Wohnhauses sein. In manchen Ferienwohnungen wohnt der Gast daher mit dem Vermieter im selben Haus.

## Ausstattung

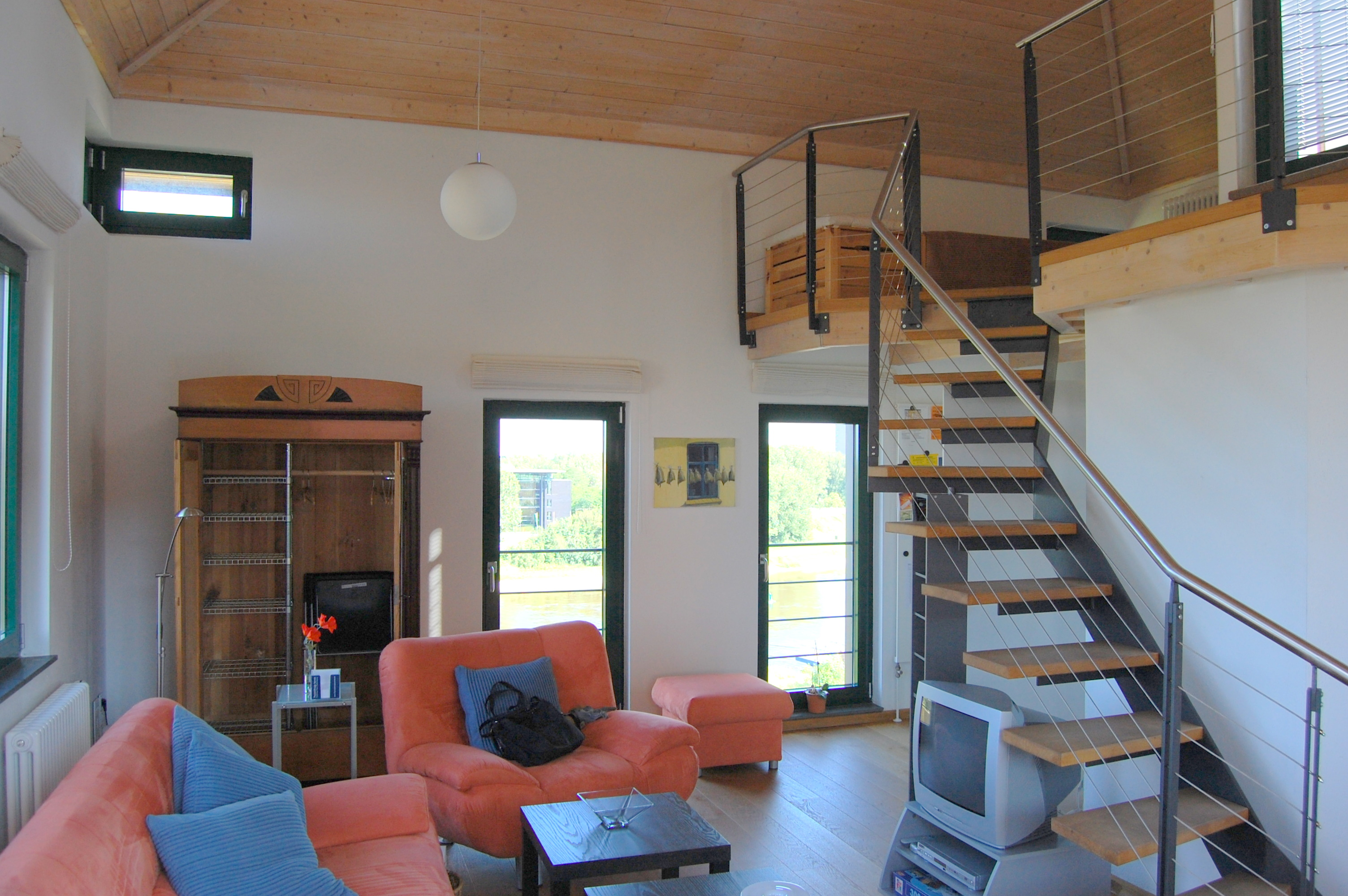
Blick in eine Ferienwohnung, hier im Dachgeschoss eines ehemaligen Wehrturms

In der Regel haben Ferienwohnungen einen eigenen Sanitärbereich mit Dusche oder Badewanne sowie Toilette und eine einfache Kochnische oder eine komplett eingerichtete Küche mit Kochutensilien. Die Schlafräume müssen mit Betten und Hygienebezügen ausgestattet sein. Außerdem soll ein Essbereich mit Sitzgelegenheiten für die angegebene Personenzahl vorhanden sein. Bettwäsche und Handtücher zählen grundsätzlich nicht zur Ausstattung, werden aber teilweise gegen Aufpreis gestellt. Viele Ferienwohnungen verfügen zudem über einen Balkon oder eine Terrasse, einige sogar über eine Gartenanlage.
Die Qualität der Ausstattung von Ferienwohnungen sowie weitere optionale Serviceangebote sind von den Interessen des Vermieters und der Nachfrage abhängig. Die Klassifizierung des Deutschen Tourismusverbandes (DTV-Klassifizierung) mit Sternen dient dem Unterkunftsuchenden als Hinweis für die Qualität des Objektes. Diese Bewertung wird vom DTV alle drei Jahre überprüft.
In den Niederlanden wird ein vergleichbares Bewertungssystem (ein bis fünf Sterne nach festgelegten Kriterien) vom Allgemeinen Niederländischen Verein für Verkehrsteilnehmer (ANWB) vergeben.

## Mietkosten
In Abhängigkeit von der Personenzahl sind Inklusivpreise für einen Zeitraum ebenso üblich wie die Preisgestaltung pro Nacht. Oft erfolgt auch eine exakte Abrechnung der Nebenkosten für Wasser, Strom, Bettwäsche, Handtücher usw. sowie die Berechnung einer Endreinigung zu einem Grundpreis. Bei der Angabe des Preises ist jedoch rechtlich vorgeschrieben, dass der genannte Preis Strom- und Endreinigungskosten enthalten muss. Geschieht dies nicht, so handelt es sich um einen Verstoß gegen § 1 der § PAnGV.
Zu den Kosten, die der Vermieter für seine Leistung und Aufwendung berechnet, kommen oft auch noch Extrakosten hinzu. Agenturen erhöhen üblicherweise den vom Vermieter veranschlagten Nächtigungspreis in Form einer Provision und/oder Kommission. So kommt es vor, dass der Gast mehr bezahlen muss, wenn er die Ferienwohnung über eine Agentur bucht. Viele Portale und sogenannte Privatvermieter werben daher oft mit den Begriffen provisions- und kommissionsfrei.

## Vermietung
Ferienwohnungen wie auch andere Unterkünfte werden auch über Internetseiten oder Internetverzeichnisse angeboten. Diese sollen Interessenten und private Vermieter zusammenbringen. Dem Gast wird dadurch ermöglicht, sich im Vorfeld detaillierter zur Qualität der Unterkunft und zum Service des Vermieters zu informieren. Die Mehrzahl der Ferienwohnungsbuchungen finden mittlerweile im Internet statt. Die Vermietung von Ferienwohnungen kann ebenfalls über einen Reiseveranstalter oder ein Reisebüro erfolgen. Klassisch ist diese Methode besonders bei der Buchung eines Urlaubs in bekannten touristischen Urlaubsregionen und bei der Buchung von Pauschalreisen. Bei der Vermittlung von Ferienwohnungen können auch Fremdenverkehrsämter, die alljährlich für ihre Region aktuelle Unterkunftsverzeichnisse veröffentlichen, sowie spezielle Vermittlungsagenturen behilflich sein. Freilich ist auch eine Lastminute-Buchung von Ferienwohnungen möglich.
In vielen bekannten und beliebten Urlaubsregionen erfolgt die Vermietung von Ferienwohnungen nur wochenweise. Dabei ist der An- und Abreisetag (gerade in Deutschland) oft der Samstag. Andernorts werden Ferienwohnungen auch für kurze oder längerfristige Aufenthalte angeboten.

## Rechtliche Fragen
Ein Verbot der Vermietung von Eigentumswohnungen an Feriengäste bedarf der Zustimmung aller Wohnungseigentümer. Um der Zweckentfremdung von Wohnraum für gewerbliche Zwecke und dem Wohnungsleerstand (Kalte Betten) entgegenzuwirken, kann die Umwandlung in Gemeinden mit angespanntem Wohnungsmarkt aufgrund landesrechtlicher Bestimmungen genehmigungspflichtig sein.
Im Bauplanungsrecht ist seit 2017 in der bundesweit geltenden Baunutzungsverordnung der Begriff Ferienwohnung in § 13a definiert. Ferienwohnungen werden seitdem grundsätzlich mit nicht störenden Gewerbebetrieben gleichgesetzt und sind somit in Kleinsiedlungsgebieten und allgemeinen Wohngebieten ausnahmsweise, in Kern-, Misch- und urbanen Gebieten allgemein zulässig. Dies hat die zuvor lange bestehende rechtliche Unsicherheit beseitigt.
Im Allgemeinen ist die Vermietung von unbeweglichem Vermögen keine gewerbliche Tätigkeit (Einkünfte aus Gewerbebetrieb), sondern private Vermögensverwaltung (Einkünfte aus Vermietung und Verpachtung). Eine Zimmervermietung ist dann ein Gewerbe, wenn besondere Umstände vorliegen, die der Vermietung als Ganzes gesehen das Gepräge einer selbstständigen, nachhaltigen, von Gewinnstreben getragenen Beteiligung am allgemeinen wirtschaftlichen Verkehr verleihen. Das ist der Fall, wenn den Mietern neben der Gebrauchsüberlassung der Räumlichkeiten weitere Nebenleistungen wie etwa die Reinigung der Räume, Bettwäsche sowie die Nutzung von Gemeinschaftseinrichtungen angeboten werden. Diese Nebenleistungen geben der Tätigkeit den Charakter eines Beherbergungsbetriebes, der deutlich über die übliche Vermögensverwaltung hinausgeht. Bereits die Vermietung einer einzigen Ferienwohnung kann gewerblichen Charakter haben, wenn die Wohnung in einem Feriengebiet im Verbund mit einer Vielzahl gleichartig genutzter Wohnungen einer einheitlichen Wohnanlage liegt und wie in einem Hotelbetrieb an kurzfristig wechselnde Mieter durch eine Feriendienstorganisation vermietet wird. Neben der Umsatzsteuer ist dann auch die Gewerbesteuer in Deutschland zu beachten.
Für eine selbst genutzte Ferienwohnung fällt gegebenenfalls eine Zweitwohnungssteuer an; eine nachweislich nie selbst genutzte Ferienwohnung kann davon befreit werden.

## Spezielle Geschäftsmodelle
- Ferienhäuser und -wohnungen werden auch über spezielle Ferienwohnrechte (time-sharing) oder die Mitwohnzentrale angeboten.
- In Ferienwohnanlagen werden in belegungsschwachen Zeiten auch Leiharbeiter untergebracht. Ein Beispiel dafür ist die Unterbringung von Saisonarbeitern von Trenkwalder International in dem Seepark Kirchheim, die 2012 bei Amazon in Bad Hersfeld eingesetzt wurden.[6]

## Trends
Inzwischen übersteigt die Bettenanzahl der sogenannten Parahotellerie z. B. in der Schweiz deutlich die der klassischen Hotels. Die Gründe sind vielfältig. Bei der Nachfrage entscheidet auch das Preis-Leistungs-Verhältnis. Hotels bieten teilweise mehr Service und sind daher vor allem für Geschäftsreisende attraktiv. Dafür sind Ferienwohnungen besonders für mehrere Personen deutlich günstiger.
Seit einigen Jahren ist auch der Trend zu beobachten, dass nicht nur einander bekannte Menschen eine Ferienwohnung gemeinsam mieten und eine Wohngemeinschaft gründen, sondern auch Urlauber, die einander noch nicht kennen. Dies hat einerseits natürlich Kostengründe, aber auch soziale Aspekte spielen eine Rolle.
Studien zeigen, dass der größte Anteil des Ferienwohnungsurlaubs deutscher Urlauber weiterhin in Deutschland verbracht wird.

## Ferienwohnungen außerhalb des deutschsprachigen Raumes
In Kanada und in den Vereinigten Staaten, wo Ferienwohnungen und insbesondere Ferienhäuser ähnlich weit verbreitet sind wie in Europa, bieten seit den 1970er Jahren in zunehmendem Umfang auch Apartment-Hotels ihren Service an. Diese verbinden das vorübergehende Wohnen in einem vollständig eingerichteten und ausgestatteten Apartment mit den branchenüblichen Dienstleistungen eines Hotels.
In Neuseeland leiten sich Ferienhäuser von den populären baches ab. Bei einem bach, abgeleitet von bachelor pad, handelte es sich ursprünglich um oftmals sehr bescheidene Ferienhäuser für die eigene Familie, meist am Strand oder in Skigebieten gelegen. Heutzutage handelt es sich bei einer bach, auch oft holiday home genannt, um ein freistehendes Ferienhaus. Diese werden zumeist über Internetportale angeboten. Ferienhäuser erfreuen sich zunehmender Beliebtheit. Da Ferienhäuser nicht klassifiziert werden und nur in wenigen Ortschaften wie z. B. Queenstown von der Stadtverwaltung reguliert werden, kann die Anzahl der Ferienhäuser in Neuseeland nur grob geschätzt werden. Die größten neuseeländischen Internetportale bieten etwa 8000 Ferienhäuser in Neuseeland an. Dies deutet auf eine größere Ferienhausdichte als in Deutschland hin, wo die größten Portale etwa 25.000 Ferienhäuser in Deutschland verzeichnen.